# Alexandra Gripenberg
Alexandra Gripenberg, conocida como Alexandra van Grippenberg  (Gran Ducado de Finlandia,1857 - 24 de diciembre de 1913) fue una activista social, autora, editora, editora de periódicos y política electa de Finlandia. También fue lideresa dentro del movimiento por los derechos de las mujeres en Finlandia en el cambio del siglo XX. Movimiento conocido como Fennómano.

## Biografía
Alexandra Gripenberg provenía de una familia de nobles de habla sueca de la comunidad de Kurkijoki, en la región de Ladoga del Norte, ahora asentamiento rural Kurkijoki de la región de Lakhdenpokhsky de la República de Karelia dentro de Rusia.
Escribió con 14 años escribió su primer cuento, que fue leído por el escritor Zacharias Topelius quien aprobó sus actividades literarias. Seis años más tarde, en 1878, publicó (bajo un seudónimo) la colección Berättelser (Cuentos breves). En la década de 1880, Alexandra Gripenberg comenzó a vivir de forma independiente y continuó escribiendo textos literarios. Vivió dos años en casa de Zacarias Topelius, trabajando como su secretaria y a lo largo de estos año publicó (bajo seudónimo) dos obras: Strån ("Blade of Grass", "Straws", 1884) y I tätnande led. En estas obras se puede sentir la fuerte influencia de Topelius-Gripenberg, que escribió sobre las mujeres, centrándose en los ideales de moralidad y abstinencia de alcohol, además de plantear cuestiones sobre el desarrollo de la identidad nacional finlandesa. La mitad de la década de 1880 también marcó el comienzo de la carrera editorial de Alexandra Gripenberg, que continuaría haciendo en mayor o menor medida durante el resto de su vida siendo de 1885 a 1889, editora de la revista infantil en sueco Nya Trollsländan  ("New Dragonfly" ), al mismo tiempo, en 1887-1888, - editora de la revista infantil en finlandés Sirkka ("Cricket").
Entre 1887 y 1888 viajó hacia Inglaterra con la intención de ocuparse principalmente de asuntos literarios, pero este viaje cambió radicalmente sus planes. Dejó Inglaterra rumbo a Estados Unidos donde a principios de 1888 se estaba celebrando la reunión fundacional del Consejo Internacional de Mujeres. Allí conoció a muchas representantes del movimiento feminista y decidió dedicar su vida al despertar y la iluminación de las mujeres de Finlandia, abandonando sus sueños literarios.Aunque esta gira inspiró su libro Medio año en el Nuevo Mundo, publicado en 1889. Este mismo año también fundó una de las primeras revistas femeninas finlandesas, Koti ja Yhteiskunta, que se publicó hasta diciembre de 1911. Fue tesorera del Consejo Internacional de Mujeres de 1893 a 1899. 

### Actividades sociales y políticas
Jugó un papel decisivo en el establecimiento de la primera organización oficial de derechos de las mujeres en Finlandia, la Suomen Naisyhdistys, Asociación de Mujeres Finlandesas, en Helsinki en 1884 y se convirtió en una de sus miembros activas. La organización abogaba porque las mujeres tuvieran los mismos derechos que los hombres en educación y seguridad social y durante dos mandatos fue presidenta de la asociación entre 1889-1904 y 1909-1913.Alexandra Gripenberg fue editora en jefe de la revista que actuaba como órgano del Suomen Naisyhdistys creada en 1889 y fue editora hasta 1911.
Con respecto a los derechos de las mujeres en la política, la Asociación adoptó una posición ambivalente: por un lado, abogaba por conceder a las mujeres el derecho a votar y ser elegidas, pero, al mismo tiempo, se oponía al sufragio universal, argumentando que las mujeres pertenecientes a las clases bajas eran ignorantes y propensas a los vicios y, por lo tanto, no debían actuar de forma independiente: debían guiarse por sus "hermanas de los estratos superiores" moralmente superiores. La política de la Asociación con respecto al sufragio era que sólo aquellas personas que cumplieran con ciertos requisitos de propiedad debían tener derecho a votar, pero estos requisitos debían ser los mismos para hombres y mujeres  .Permaneció al frente de la Asociación hasta 1904, tras lo cual dimitió de su cargo para centrarse en actividades políticas.

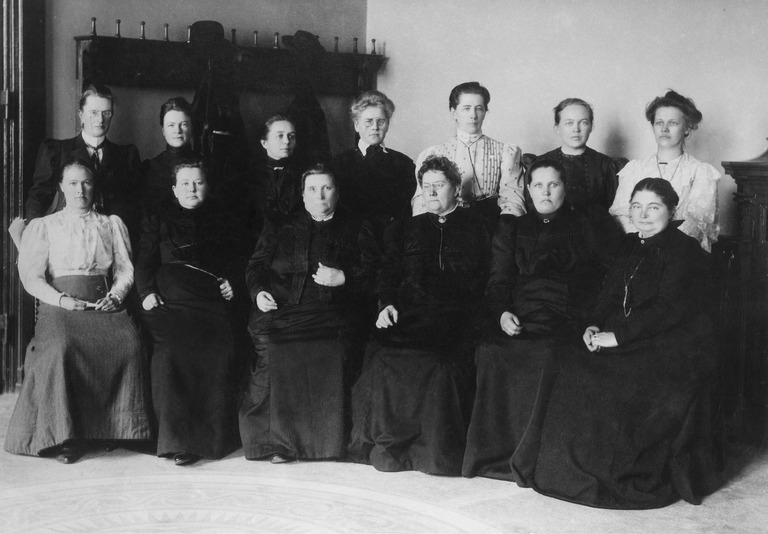
1907. Primeras representantes femeninas unicamerales (19 en total) de la dieta de Finlandia. Delante a la izquierda Hilja Pärssinen, Alli Nissinen, Lucina Hagman, Alexandra Gripenberg, Evelina Ala-Kulju, Liisa Kivioja. En la última fila, de izquierda a derecha, Dagmar Neovius, Hedvig Gebhard, Iida Vemmelpuu, Hilda Käkikoski, Miina Sillanpää, Hilma Räsänen, Maria Laine.

En 1906 cuando Finlandia concedió el sufragio femenino, y fue una de las diecinueve mujeres elegidas en 1907, lo que la convirtió en una de las primeras mujeres elegidas para el Parlamento de Finlandia. Elegida a través del Partido Finlandés, partido conservador, lo que resultó algo difícil para ella en ocasiones ya que ella hablaba sueco y el partido hablaba finlandés con un fuerte apoyo de base en el campo finlandés.
Alexandra Gripenberg en las segundas elecciones generales de 1908, fue elegida nuevamente diputada de Parlamento de Finlandia por el mismo distrito electoral. En total, fue miembro del parlamento durante dos años, del 22 de mayo de 1907 al 31 de mayo de 1909.

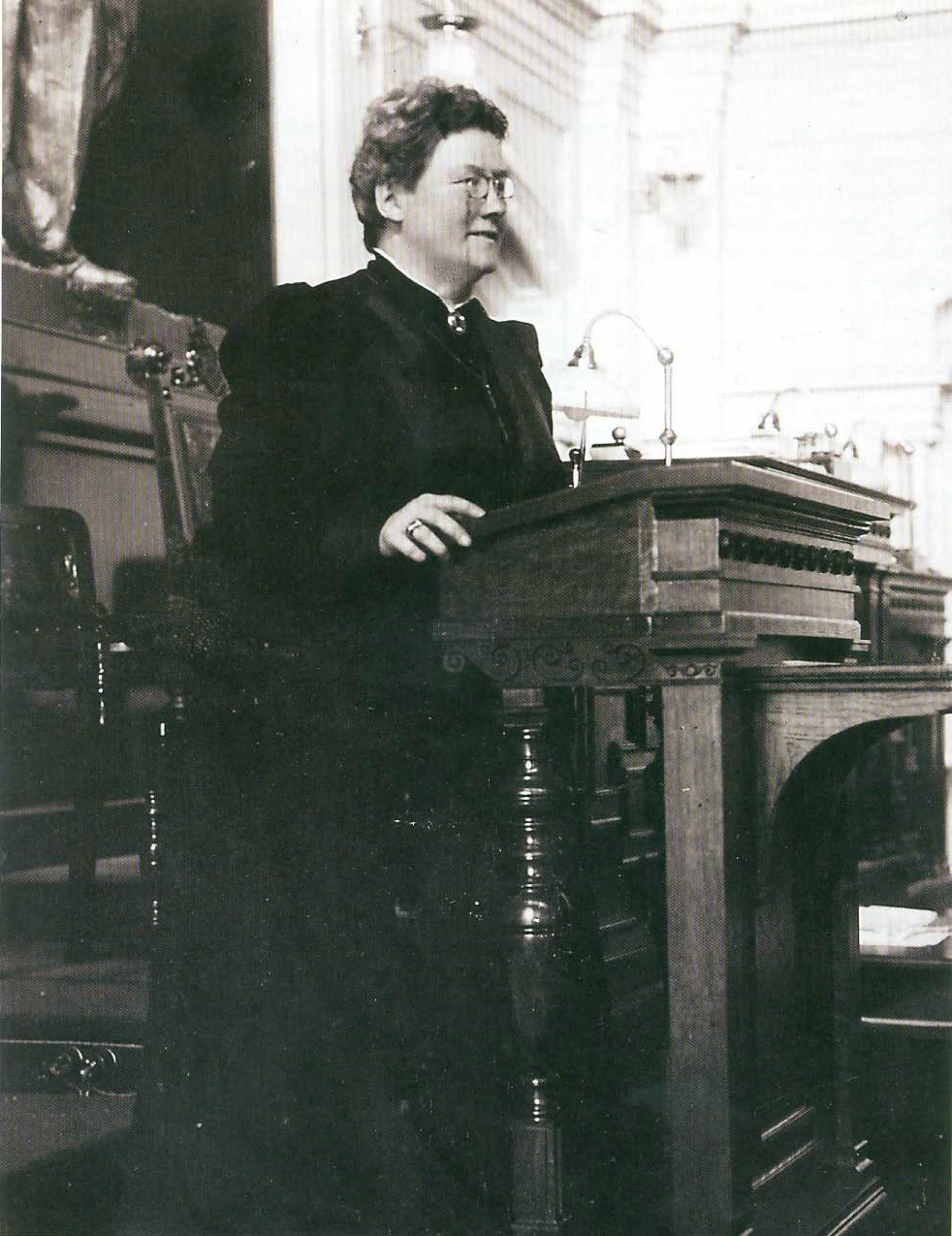
Aleksandra Gripenberg hablando en el parlamento finlandés.

En 1909, por motivos de salud, no participó en las elecciones parlamentarias y volvió a la dirección de la Asociación de Mujeres Finlandesas. Además, cuando se creó la Unión Nacional de Mujeres Finlandesas en 1911 (como una rama del Consejo Internacional de Mujeres) que unía a varias organizaciones de mujeres finlandesas y Alexandra Gripenberg fue elegida como su presidenta. Se dedicó al trabajo social hasta los últimos días de su vida.
Murió en Helsinki el 24 de diciembre de 1913 a la edad de 56 años.  